# Zigeunersauce
Zigeunersauce (auch Zigeunersoße; sauce zingara) ist eine Braune Sauce der klassischen Küche aus Demiglace und Tomatenmark. Sie leitet sich von der Garnitur à la zingara (französiert für Zigeuner; nach Zigeunerart, gypsy style oder Tzigane) ab.

## Zusammensetzung und Varianten
Die klassische Zigeunersauce besteht je nach Rezept aus einer Basis aus gedünsteten Tomaten, Paprika, Zwiebeln, Weinessig, Weißwein, Champignonfond und Kraftsauce oder aus Bratenfond, Weißwein und Tomatensauce, die mit gepökelter Kalbszunge, Kochschinken, Champignonscheiben sowie gehobelten Trüffeln und Cayennepfeffer ergänzt werden kann. Sie wird beispielsweise zu Kalbskoteletts oder Roastbeef serviert.
Als Geschmacksrichtung der seit mindestens 1903 in Auguste Escoffiers Guide culinaire als Zigeunersauce (franz. sauce de la Zingara, engl. Zingara sauce) bezeichneten Sauce wird weithin „ungarisch, scharf, mit Paprika und/oder Zwiebeln“ angesehen. Im deutschsprachigen Umfeld sind stark vereinfachte Varianten gebräuchlicher als in Italien oder Frankreich.
Bei der heute üblichen, einfacheren und kostengünstigeren Zubereitung wird die Sauce aus Gemüsepaprika, Zwiebeln, Tomatenmark, Rotwein, Brühe und ggf. Ajvar hergestellt, oftmals mit Champignons und Gewürzgurkenstückchen angereichert, mit Essig gewürzt und mit Stärkemehl gebunden. Diese Sauce ist auch als kalte Variante als Handelsware erhältlich.

## Diskussion um die Bezeichnung
Im August 2013 forderte der Verein „Forum für Sinti und Roma“ durch anwaltliche Schreiben mehrere Hersteller der Sauce zur Umbenennung, etwa in „Paprikasauce“ oder „Sauce Ungarischer Art“ auf. Weder der Bundesrat der Jenischen Deutschlands noch der Zentralrat Deutscher Sinti und Roma schlossen sich an. Zwar sei „der Begriff Zigeuner nicht wertneutral … bis hin zu rassistischen Stereotypen“, „der Zentralrat habe aber zu keiner Zeit ein Verbot des Wortes gefordert“. Führende Hersteller lehnten eine Umbenennung ab, zeigten sich aber „kompromissbereit“, „wenn sich herausstellen sollte, dass eine größere Gruppe sich durch die Bezeichnung diskriminiert fühle“.
Im August 2020 gab der Lebensmittelhersteller Knorr bekannt, seine Zigeunersauce in „Paprikasauce ungarische Art“ umzubenennen. Der Mutterkonzern Unilever erklärt den Schritt damit, dass die bisherige Bezeichnung negativ interpretiert werden könne, u. a. im Rahmen der aktuellen Rassismusdebatte. Daraufhin haben auch weitere Hersteller und Einzelhandelsketten angekündigt, ihre Produktnamen zu ändern. Der Lebensmittelhersteller Heinz hatte die Sorte „Zigeunersauce“ mit einem Redesign bereits seit Anfang des Jahres 2020 aus den Regalen entfernt.
Die Sinti Allianz Deutschland lehnt die Umbenennung der Sauce ab und findet die gegenwärtige Diskussion „unwürdig“. Der Begriff „Zigeuner“ werde so zum Beispiel von den Sinti oft selbst verwendet. Damit positioniert sich die Sinti Allianz gegen die Meinung des Zentralrates Deutscher Sinti und Roma.
In der Kochkunst, der Küchensprache und in Kochrezepten ist beim negativ konnotierten Bestimmungswort „Zigeuner-“ nicht die Ethnie, sondern die intensive Verwendung von Paprika als Zutat ausschlaggebend. Mit „à la zingara“ wird in der internationalen Küche eine Garniturform, eine Zubereitung und die Verwendung geschmacklich dominierender Zutaten (Paprika, Zwiebeln) bezeichnet. Hierzu gehören neben der Zigeunersauce auch Zigeunerbraten oder Zigeunerschnitzel.